# Wolfgang Götze
Wolfgang Götze (Fürstenwalde, 11 de julho de 1937 – 20 de outubro de 2021) foi um físico teórico alemão.
Foi professor emérito da Universidade Técnica de Munique.

## Obras
- Complex Dynamics of glas forming liquids. A mode-coupling theory. Oxford University Press, Oxford 2009, ISBN 978-0-19-923534-6. (Rezenzion, Physik Journal)